# 宮城県道120号坂元停車場線
宮城県道120号坂元停車場線 （みやぎけんどう120ごう さかもとていしゃじょうせん）は、かつて存在した宮城県亘理郡山元町の東日本旅客鉄道坂元駅から国道6号交点に至る一般県道である。

## 概要
坂元駅と国道6号を一直線に結ぶ道路である。全線2車線。
2019年3月29日に県道角田山元線に統合される形で廃止になった。

### 路線データ
- 起点：坂元駅
- 終点：亘理郡山元町坂元（国道6号交点）
- 路線延長：1,200 m

## 地理

### 通過する自治体
- 宮城県
亘理郡山元町

### 交差する道路
- 国道6号 （山元町）